# 美国国家射电天文台

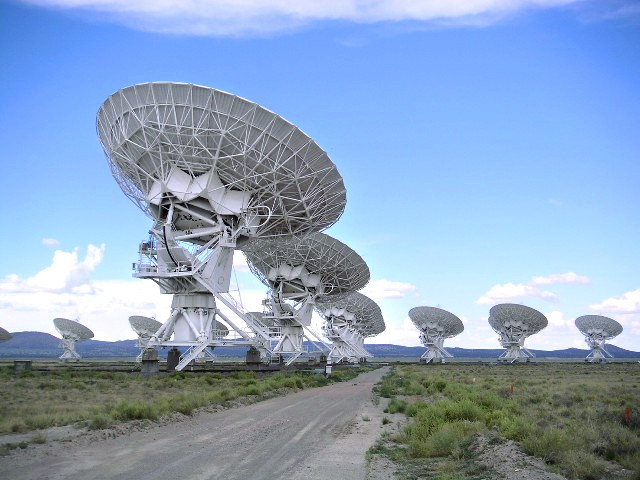
美国国家射电天文台位于新墨西哥州的甚大天线阵（VLA）

美国国家射电天文台（英語：National Radio Astronomy Observatory，缩写为）是美国国家科学基金会资助的从事射电天文研究的机构，总部位于弗吉尼亚大学，在位于西弗吉尼亚州绿岸的国家无线电宁静区内建有世界最大的全可动射电望远镜——100米口径的绿岸望远镜。在新墨西哥州的圣阿古斯丁平原，国家射电天文台拥有甚大天线阵，由27台25米口径的天线组成，是世界上最大的综合孔径射电望远镜。2003年，国家射电天文台与多个国家的研究机构合作，开始在智利北部建设由64台口径12米的天线组成的阿塔卡玛大型毫米波天线阵。此外国家射电天文台还在亚利桑那州的基特峰(Kitt Peak)建有12米口径的射电望远镜。
華人天文學家，中央研究院院士魯國鏞曾任該天文台台長。